# 1 Ard Chung

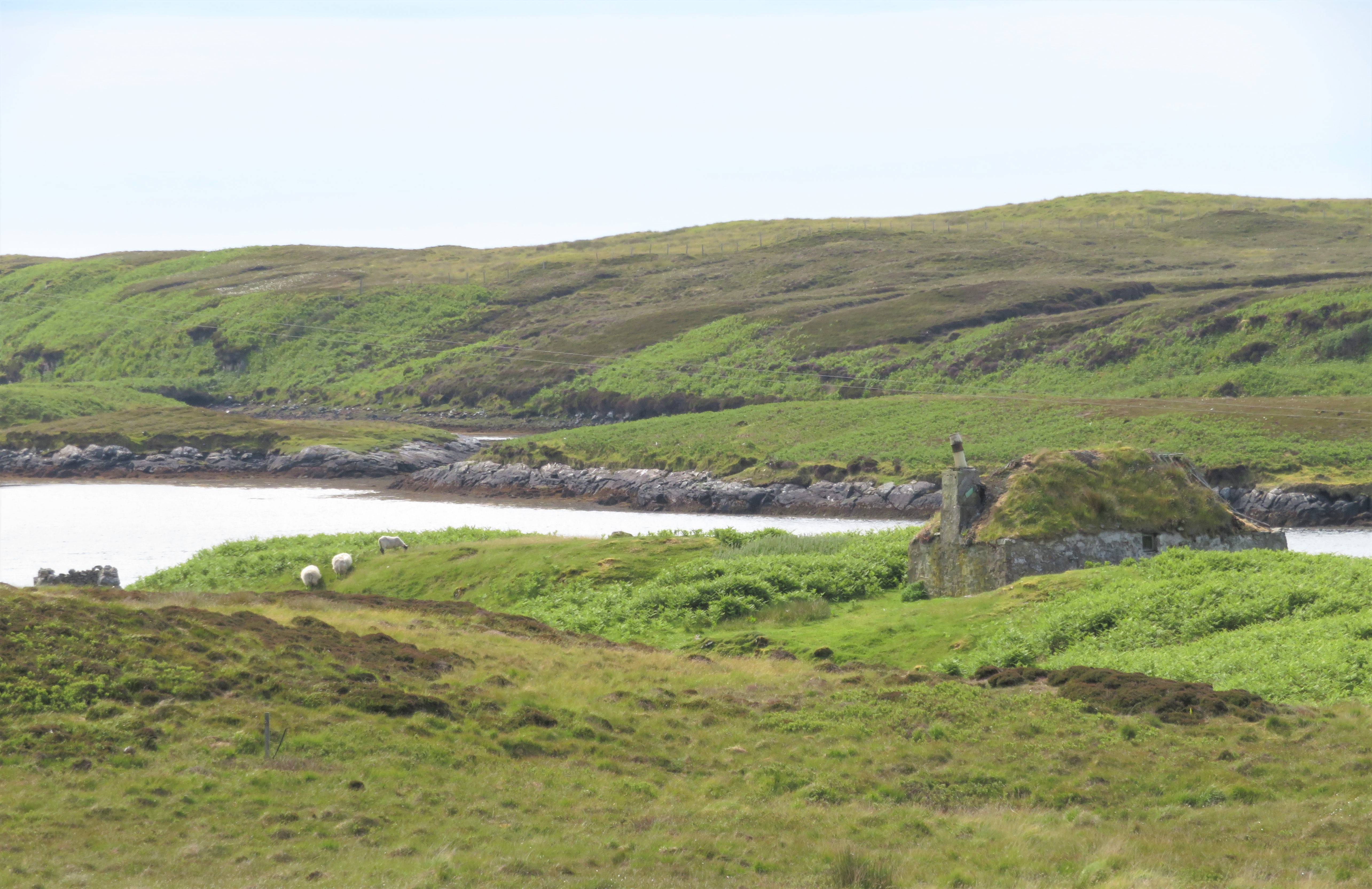
1 Ard Chung

Unter der Adresse 1 Ard Chung (schottisch-gälisch 1 Àird Cumhang) auf der schottischen Hebrideninsel Benbecula befindet sich ein Cottage. 1985 wurde das Gebäude in die schottischen Denkmallisten in der Kategorie B aufgenommen.

## Geschichte
Das Cottage wurde im späten 19. oder im frühen 20. Jahrhundert errichtet. Es handelt sich damit um ein spätes Exemplar eines Cottages, einer traditionellen landwirtschaftlichen Behausung auf den Hebriden und in den westlichen Highlands. 2016 wurde geschätzt, dass nur etwa 200 Gebäude dieses Bautyps in Schottland erhalten geblieben sind, davon 54 auf den Äußeren Hebriden.
1996 wurde das zwischenzeitlich leerstehende Gebäude in das Register gefährdeter denkmalgeschützter Bauwerke in Schottland aufgenommen. 2015 wurde sein Zustand als sehr schlecht bei gleichzeitig hoher Gefährdung eingestuft. Seit 2010 wird auf das reparaturbedürftige Dach hingewiesen.

## Beschreibung
Das in einen flachen Hang gebaute 1 Ard Chung steht isoliert abseits einer untergeordneten Straße entlang des Loch Leiravagh an der Südküste Benbeculas gegenüber der Insel Grimsay. Der Weiler Hacklett liegt zwei Kilometer westlich. Es handelt sich um ein Cottage im traditionellen Stil einer Crofter-Behausung auf den Hebriden, konkret im Stil der Insel Skye. Das eingeschossige, längliche Gebäude schließt mit einem strandhafergedeckten Walmdach mit einer Unterlage aus Grassoden. Ein Drahtnetz mit beschwerenden Steinen fixiert die Eindeckung. Sein flaches, mächtiges Mauerwerk ist aus Feldstein aufgemauert. Die Gebäudekanten sind nicht wie üblich gerundet ausgeführt. Die nordostexponierte Hauptfassade ist drei Achsen weit und mit mittig angeordneter Eingangstür ausgeführt. In die rückwärtige Fassade ist ein einzelnes Fenster eingelassen. Vor dem nördlichen Walm ragt ein traufständiger Kamin auf.